# 营头镇
营头镇，是中华人民共和国陕西省宝鸡市眉县下辖的一个乡镇级行政单位。

## 行政区划
营头镇下辖以下地区：
营头村、街道村、董家山村、第二坡村、黄家村、铜峪村、大理村、红河村、新河村、万霞村和和平村。